# 越水駅
越水駅（こしみずえき）は、青森県つがる市森田町大館広ケ平（おおだてひろがたいら）にある東日本旅客鉄道（JR東日本）五能線の駅である。

## 歴史
- 1954年（昭和29年）11月20日：開業[2][3]。
- 1987年（昭和62年）4月1日：国鉄分割民営化により、JR東日本の駅となる[3]。
- 2024年（令和6年）10月1日：えきねっとQチケのサービスを開始[1][4]。

## 駅構造
単式ホーム1面1線を持つ地上駅である。ホームは湾曲している。弘前統括センター（五所川原駅）管理の無人駅である。
駅舎はないが、ホーム上に木造の待合所がある。

## 駅周辺
- 国道101号
- 緩沢溜池
- 蔭ノ沢溜池
- 新山田川

## 隣の駅
東日本旅客鉄道（JR東日本）
■五能線
□快速（上りのみ）・■普通
鳴沢駅 - 越水駅 - 陸奥森田駅